# Tomografia emisyjna pojedynczych fotonów
Tomografia emisyjna pojedynczych fotonów, badanie SPECT (od ang. single-photon emission computed tomography) – tomograficzna technika z dziedziny medycyny nuklearnej, która przy użyciu promieniowania gamma umożliwia tworzenie obrazu przestrzennego aktywności biologicznej dowolnego obszaru ciała pacjenta.

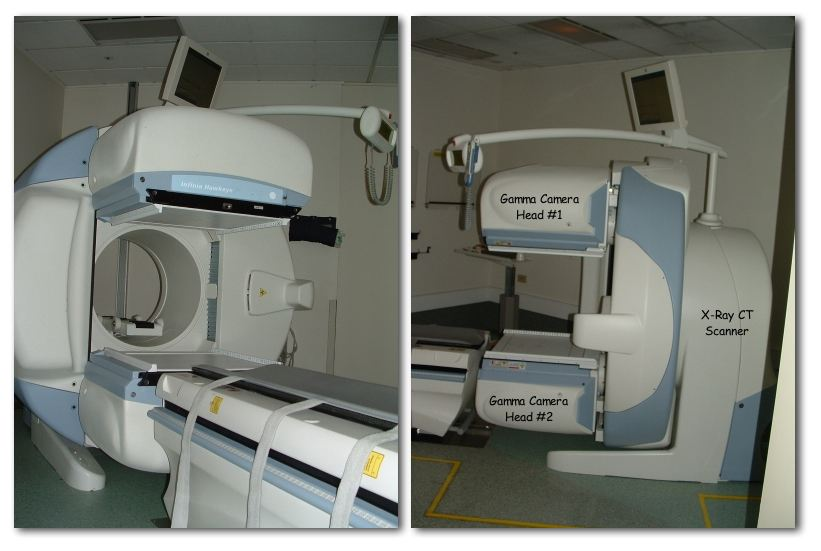
Urządzenie SPECT z dwugłowicową gamma-kamerą

## Zasady działania
Metoda ta umożliwia wizualizację przepływu krwi i metabolizmu danej okolicy. Wykorzystuje się w niej radiofarmaceutyki. Są to związki chemiczne składające się z dwóch elementów – ze znacznika, który jest radioaktywnym izotopem oraz z nośnika zdolnego do osadzania się w tkankach i narządach oraz pokonywania bariery krew-mózg. Nośniki często posiadają właściwość selektywnego wiązania się z przeciwciałami komórek nowotworowych. Osadzają się w ilościach proporcjonalnych do metabolizmu.
Radiofarmaceutyk wprowadza się do krwiobiegu w bardzo niskich stężeniach (w zakresie od nano- do pikomolowych) i nakierowuje na określone miejsce. W organizmie ulega on związaniu i przechodząc przemiany nuklearne emituje promieniowanie gamma. Ilość wyemitowanego promieniowania jest zależna od poziomu akumulacji radiofarmaceutyku w danym obszarze. Promieniowanie jest mierzone bezpośrednio za pomocą zewnętrznego detektora – kamery gamma. Do uzyskania projekcji z promieniowania emitowanego z ciała pacjenta nakłada się na detektor kolimator. Jego rolą jest blokowanie fotonów padających pod innym kątem niż prosty. Obraz przestrzenny uzyskuje się poprzez umieszczenie głowicy kamery gamma na mechanicznym wysięgniku, który zapewnia ruch kamery wokół badanego obszaru pacjenta. Zbierane są obrazy z kolejnych położeń głowicy, różniących się o kilka stopni, zwykle 3 do 6. W taki sposób wykonuje się pomiary z pełnego obrotu wokół pacjenta. W zależności od badanego miejsca zabieg trwa od kilku do kilkudziesięciu minut. Proces ten można przyspieszyć poprzez zastosowanie wielogłowicowej gamma kamery. Najczęściej stosuje się kamery dwugłowicowe, umieszczone naprzeciw siebie. Dzięki temu, że mogą one dokonywać pomiarów równocześnie, wystarczy, że wysięgnik dokona tylko połowy obrotu, co przyspiesza dwukrotnie cały proces. Stosuje się również detektory trójgłowicowe obrócone względem siebie o 120 stopni, dodatkowo skracające całe badanie. Wszystkie pozyskane zdjęcia podlegają następnie obróbce komputerowej, która stosując odwrotną transformatę Radona umożliwia stworzenie trójwymiarowego obrazu badanego obszaru. Na podstawie utworzonego obrazu można określić funkcjonalność i metabolizm tego obszaru.

## Wykorzystywane izotopy
Aby izotopy mogły być użyte w badaniach SPECT, muszą spełniać pewne wymagania.
1. Emitować tylko promieniowanie gamma – bez przemian promieniotwórczych alfa ani beta.
2. Połowiczny czas rozpadu musi być wystarczająco długi, aby umożliwić przeprowadzenie badania.
3. Energia emitowanego kwantu gamma musi być większa niż 20 keV – aby mogły przenikać ludzkie ciało.
4. Energia emitowanego kwantu gamma musi być mniejsza niż 511 keV – aby nie dochodziło do wtórnych procesów spowodowanych oddziaływaniem kwantów na materię[3].

Wymagania te spełnia kilka radionuklidów, które są wykorzystywane w tym rodzaju tomografii. Najczęściej stosowanym jest metastabilny izotop Technetu – 99mTc. Charakteryzuje się on czasem połowicznego rozpadu wynoszącym T1/2 = 6,01 godzin, który jest wystarczający długi, aby móc wykonać procedurę skanowania, a zarazem na tyle krótki, aby pacjent nie musiał być narażony na przyjęcie zbyt dużej dawki podczas ekspozycji. Energia, jaka uwalnia się podczas emisji kwantu gamma jest równa 140 keV. Do tego nie towarzyszą tej emisji żadne inne przemiany promieniotwórcze. Izotop uzyskuje się z generatora radionuklidów molibdenu – 99Mo, stanowiącego produkt rozszczepienia Uranu – 245U. Molibden ma czas połowicznego rozpadu równy T1/2 = 2,78 dni, a jego produktem jest w 87,5% właśnie metastabilny izotop Technetu 99mTc. Technet jest stosowany do ustalania ilości krwi przepływającej przez mięsień sercowy i mózg. Można go podać nie tylko osobom, które już mają objawy ataku serca, ale również tym, którzy są w grupie ryzyka.
Drugim najbardziej znanym radioizotopem wykorzystywanym w obrazowaniu nuklearnym jest izotop Indu – 111In. Jego czas połowicznego rozpadu wynosi 68 godzin. Rozpada się on przy zderzeniu z elektronem, emitując fotony o energiach 173 keV oraz 247 keV. Stosuje się go do badania mięśnia sercowego oraz wykrywania gruczołów rakowych prostaty, jelita grubego i jajników. Ind dociera do nowotworów o wiele szybciej niż inne izotopy, a dodatkowo przez dłuższy czas utrzymuje się w guzie. Przyczynia się to do jaśniejszego obrazu. Główną jego wadą jest jego wysoki niespecyficzny wychwyt przez wątrobę, nerki i śledzionę. Badania związane z tym radionuklidem skupiają się na wyeliminowaniu tego problemu.
Innymi radioizotopami stosowanym w badaniach SPECT są:
- jod – 123I o okresie połowicznego rozpadu T1/2 = 13 dni i energii emitowanych kwantów gamma 159 keV,
- jod – 131I o okresie połowicznego rozpadu T1/2 = 8 dni i energii emitowanych kwantów gamma 159 keV[3].

## Zastosowanie
Efektem działania tomografii emisyjnej pojedynczych fotonów jest obraz trójwymiarowy umożliwiający precyzyjną lokalizację ognisk metabolizmu, a więc badanie funkcji wewnętrznych organów. Można dzięki temu badać m.in. aktywność serca i stref mózgu.
W zależności od obszaru diagnozowanego stosuje się różne radiofarmaceutyki. Poniższa tabela przedstawia najczęściej stosowane wraz z ich zastosowaniami.

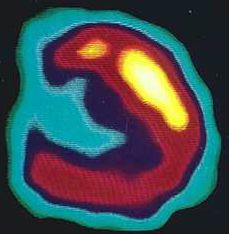
Obraz przedstawiający perfuzję mięśnia sercowego z widocznym ubytkiem gromadzenia znacznika. Jasny kolor pokazuje miejsca i intensywność gromadzenia się znacznika, natomiast ciemne jego braki – ubytki

| Radiofarmaceutyk         | Nazwa handlowa    | Zastosowanie               |
| ------------------------ | ----------------- | -------------------------- |
| 99mTc-Sestamibi          | Cardiolite®       | perfuzja mięśnia sercowego |
| 99mTc-Tetrofosmin        | MyoviewR®         | perfuzja mięśnia sercowego |
| 99mTc-Teboroxime         | Cardiotec®        | perfuzja mięśnia sercowego |
| 99mTc-Pentetate (DTPA)   | Technescan®       | niewydolność nerek         |
| 99mTc-Bicisate (EDC)     | Neurolite®        | perfuzja mózgowa           |
| 99mTc-MDP                | Medronate®        | scyntygrafia szkieletowa   |
| 99mTc-Depreotide         | Neo Tect®         | zmiany w płucach           |
| 99mTc- Arcitumumab       | CEA-Scan®         | rak jelita grubego         |
| 111In-Oxyquinoline       | Indium-111 oxine® | scyntygrafia leukocytów    |
| 111In-Pentetreotide      | Octreoscan®       | guzy neuroendokrynowe      |
| 111In-Imciromab pntetate | MyoScint®         | bóle w klatce piersiowej   |

### Kardiologia[4]
W kardiologii wykonuje się badanie SPECT serca. Stosuje się je do diagnostyki choroby niedokrwiennej serca, do oceny przed zabiegami chirurgicznymi, jak i przed i po zabiegach rewaskularyzacyjnych. Jest to badanie oceniające zmiany ukrwienia serca w czasie spoczynku i podczas wysiłku lub stymulacji lekiem. Mimo że ryzyko związane z tym badaniem jest bardzo niewielkie, to ze względu na obciążający charakter badania istnieją przeciwwskazania do stosowania go przy zbyt zaawansowanej chorobie serca u pacjenta.
Badanie takie jest dwuetapowe. Pierwszym etapem jest badanie wysiłkowe – podawany jest dożylnie lek lub wykonywana jest próba wysiłkowa. Zaraz po tym podawany jest znacznik izotopowy (99mTc-MIBI) gromadzący się w mięśniu sercowym w zależności od jego ukrwienia. Następnie po około dwóch godzinach wykonuje się pomiar przy użyciu gamma kamery. W przypadku, gdy wyniki tego badania są nieprawidłowe (występują ubytki w gromadzeniu się znacznika), wykonuje się drugi etap – badanie spoczynkowe. Wykonuje się je po upływie tygodnia bez leku ani próby wysiłkowej.
Dzięki temu badaniu uwidoczniającemu perfuzję mięśnia sercowego w spoczynku i podczas wysiłku fizycznego lub farmakologicznego ocenia się rezerwę wieńcową. Jeżeli podczas badania wysiłkowego wystąpi ubytek gromadzenia znacznika, który nie występuje w badaniu spoczynkowym, mówi to o ubytku przejściowym, czyli niedokrwieniu. Natomiast jeżeli następuje on w obu badaniach świadczy to o ubytku trwałym, czyli bliźnie. Prawidłowe wyniki tego badania nie dają pewności braku choroby, z kolei nieprawidłowe są wskazaniem do wykonania bardziej szczegółowych badań, takich jak np. koronarografia.

### Onkologia[6]
Wykorzystanie tomografii emisyjnej pojedynczych fotonów do diagnozy onkologicznej przyczynił się do znaczącej poprawy jakości obrazowania w stosunku do wcześniej wykorzystywanych metod medycyny nuklearnej. W onkologii stosuje się radioznaczniki onkofilne. Mają one powinowactwo do tkanek nowotworu – to znaczy, że osadzają się w komórkach nowotworowych. Dzieli się je na nieswoiste, które mają powinowactwo do wszystkich komórek nowotworowych, niezależnie od ich rodzaju, oraz na swoiste – mają one powinowactwo tylko do danego rodzaju nowotworu. Przejście od znaczników niespecyficznych do znaczników specyficznych przyczyniło się do zwiększenia dokładności diagnoz.
Najczęściej wykonywanym badaniem jest scyntygrafia kośćca. Wykonuje się ją w ramach poszukiwania przerzutów kostnych innych nowotworów, zwłaszcza podczas bólów kostnych u pacjentów chorych na raka piersi, gruczołu krokowego i płuca, gdyż są oni w grupie podwyższonego ryzyka.
Tabela przedstawia stosowane znaczniki onkofilowe w diagnozie guzów złośliwych.
| Radiofarmaceutyk | Nowotwór                                        |
| --- | ----------------------------------------------- |
| 99mTc-tetrofosmina, cytrynian galu 67Ga, 201Tl                                                                      | Chłoniaki złośliwe                              |
| 123J-IBZM | Czerniak złośliwy                               |
| 123J-MIBG, 131J-MIBG                                                                                                | Guz chromochłonny, nadnerczy, nerwiak zarodkowy |
| 201Tl, 99mTc-MIBI/tetrofosmina                                                                                      | Guzy mózgu                                      |
| 201Tl, 99mTc-MIBI/tetrofosmina                                                                                      | Guzy płuc                                       |
| 111In-antymiozyna                                                                                                   | Mięsak mięśni poprzecznie prązkowanych          |
| 111In-przeciwciała monoklonalne przeciwko antygenowi CEA 99mTc-przeciwciała monoklonalne przeciwko antygenowi PR1A3 | Rak jelita grubego                              |

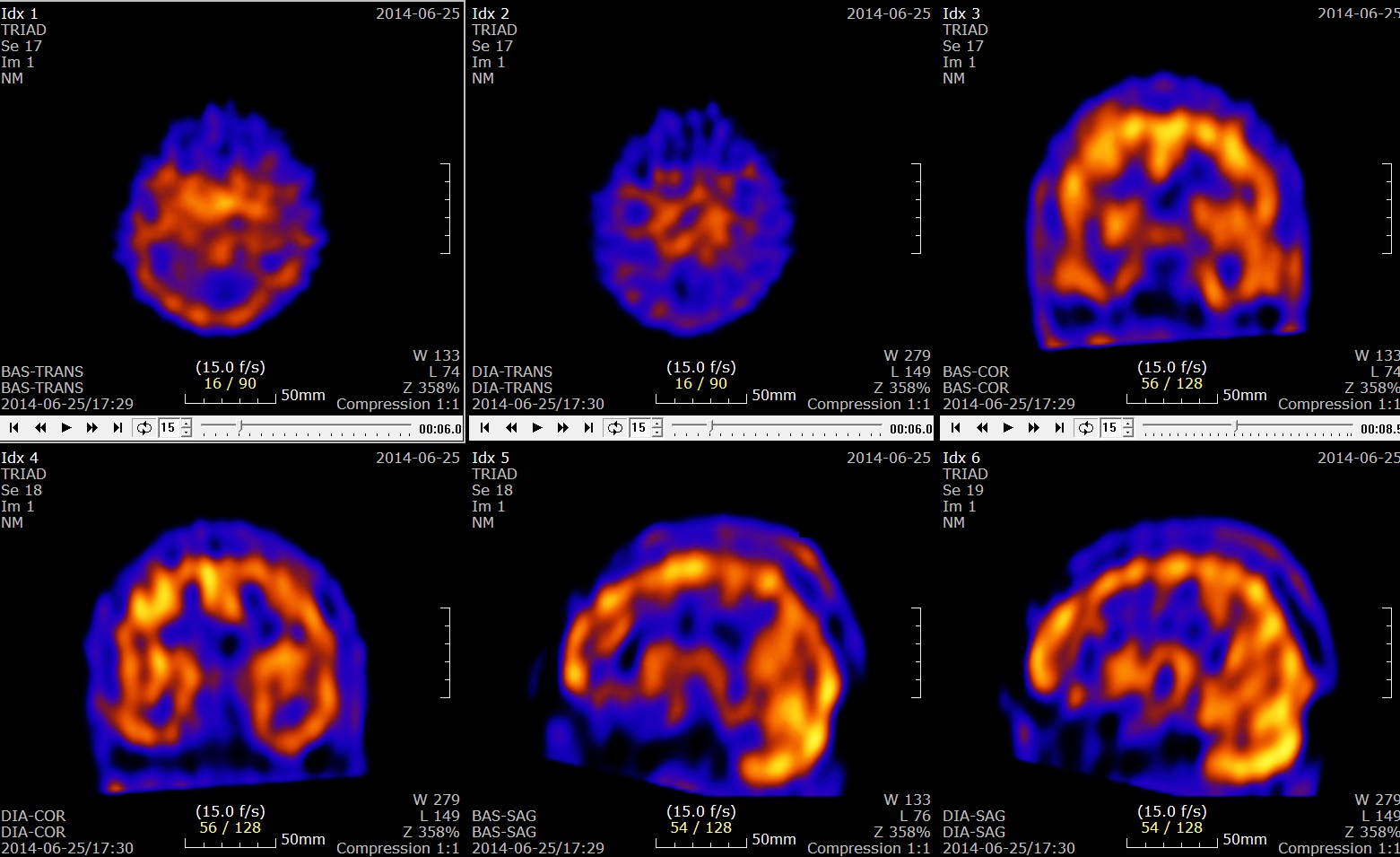
Obraz perfuzji mózgowej wykonany metodą SPECT, przedstawiający aktywność metaboliczną wszystkich obszaru mózgu

| 111In-CYT-353, 99mTc-przeciwciała monoklonalne przeciwko antygenowi PSA                                             | Rak gruczołu krokowego                          |
| 111In-VIP | Rak trzustki                                    |

### Neurologia[7]
Badania SPECT znalazły szerokie zastosowanie w neurologii. Stosuje się je do badania przepływu mózgowego krwi, guzów mózgu i rozmieszczenia receptorów (opiatowych, benzodiazepinowych, muskarynowych i dopaminowych). Wykorzystuje się do tego dwa radiofarmaceutyki 99mTc-HMPAO i 99mTc-ECD. Pierwszy stosowany jest do badania zmian zachodzących w dużych i średnich naczyniach mózgowych, a drugi do badania przepływu miąższowego.
Jeżeli znacznik w jakimś miejscu nie gromadzi się lub gromadzi w widocznie mniejszym stopniu, oznacza to niedokrwienie ośrodkowego układu nerwowego. Istnieją dwie metody analizy danych uzyskanych w wyniku tego badania. Analiza jakościowa, która polega na ocenie rozmieszczeniu radiofarmaceutyka w tkance mózgu oraz analiza półilościowa, która polega na ocenie międzypółkulowej lub wewnątrzpółkulowej asymetrii perfuzji.
SPECT umożliwia dostrzeżenie ognisk niedokrwiennych zaraz po zablokowaniu naczynia, w niepełnej martwicy neuronalnej oraz niedokrwienia względnego, co byłoby niemożliwe przy wykorzystaniu innych metod obrazowania medycyny nuklearnej.
Dzięki temu badaniu można rozpoznać schorzenia, które charakteryzują się zmianami w przepływie krwi, takie jak:
- udar mózgu,
- stany otępienne w otępieniu naczyniowym, czołowo-skroniowym i chorobie Alzheimera,
- ogniska padaczkowe,
- uszkodzenia tkanki mózgowej w urazach czaszkowo-mózgowych,
- zwężenie tętnicy szyjnej[8].

### Zaburzenia psychiczne[9]
Badania SPECT znajdują zastosowanie również w psychiatrii. Dzięki temu, że umożliwiają badanie funkcji mózgowych poprzez przepływ mózgowy krwi, można wykryć wiele zaburzeń psychicznych. Zdjęcia uzyskane w ramach tego badania w ramach analizy porównuje się z obrazami przedstawiającymi znane przypadki chorób i zaburzeń, co pozwala na dostrzeżenie podobieństw zachodzących procesów biologicznych. W ten sposób można wykryć zaburzenia już we wczesnych fazach ich występowania.
Pozwalają na wykrywanie m.in.
- chorób naczyń mózgowych,
- demencji (nawet we wczesnych fazach),
- stanów zapalnych (pozwalających na wykrycie zapalenia mózgu czy encefalopatii związanej z zakażeniem wirusem HIV),
- zaburzeń ruchu,
- depresji,
- schizofrenii,
- niestabilności emocjonalnej,
- problemów z pamięcią,
- zespołu nadpobudliwości psychoruchowej z deficytem uwagi (ADHD),
- dysleksji.

Współcześnie duży nacisk kładzie się na badania dotyczące agresywnych zachowań. Z badań przeprowadzonych do tej pory wnioskuje się, że nie ma jednego obszaru mózgu odpowiedzialnego za nie. Naukowcy wydzielili trzy rodzaje agresji powiązane z różnymi zjawiskami zachodzącymi w mózgu. Pierwszym z nich jest agresja impulsywna powiązana ze zmniejszoną perfuzją kory przedczołowej, wykrywaną u osób cierpiących na osobowość dyssocjalną. Drugim jest powiązana z zaburzeniami obsesyjno-kompulsywnymi i zwiększoną perfuzją kory przedczołowej. Ostatni typ agresji powiązany jest z zaburzeniami płata skroniowego.

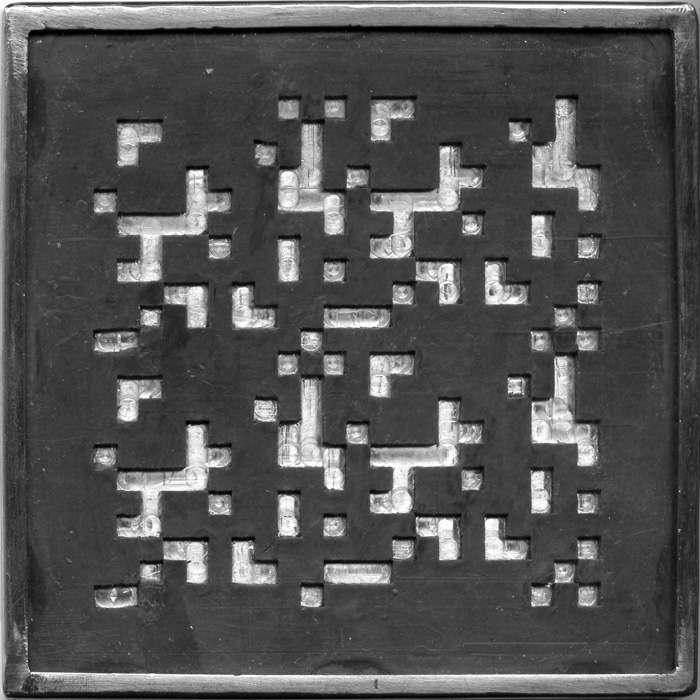
Przesłona kamery gamma pełniąca funkcję kolimatora w badaniach SPECT. Składa się on z materiałów nieprzepuszczających pewnych długości fal światła ustawionych w pewien wzór. Przesłona na zmianę odblokowuje i blokuje przepływ światła przez ten wzór, co powoduje rzutowanie cienia na płaszczyznę detektora. Na tej podstawie algorytmy komputerowe są w stanie uzyskać właściwości oryginalnego źródła światła.

## Rekonstrukcja obrazu
Ostatecznym wynikiem badania jest obraz o rozdzielczości najczęściej 64x64 lub 128x128 pikseli, przy rozmiarze piksela wynoszącym od 3 do 6 mm. Przyjmuje się, że podczas badania należy dokonać w przybliżeniu tyle projekcji, ile wynosi szerokość obrazu, który chce się uzyskać. Obraz uzyskany tą metodą jest mniejszej rozdzielczości i bardziej narażony na artefakty w stosunku do obrazów uzyskiwanych innymi metodami diagnostyki obrazowej, takimi jak np. pozytonowa tomografia emisyjna.
Istnieją dwie grupy metod rekonstrukcji obrazu: metody analityczne i metody iteracyjne.

### Metody analityczne[3][10]
Najpopularniejszym algorytmem z grupy metod analitycznych rekonstrukcji obrazu jest metoda filtrowanej projekcji wstecznej (FBP, ang. the filtered back-projection algorithm). Jest on bardzo szybkim i wydajnym algorytmem, ma jednak problemy, gdy uzyskane pomiary zawierają bardziej skomplikowane czynniki, takie jak szumy.
Algorytm ten zakłada, że rozkład aktywności w badanym obszarze {\displaystyle f(x,y),} jak i zmierzone projekcje {\displaystyle p(\Phi ,s)} są funkcjami analitycznymi zdefiniowanymi na przestrzeni liczb rzeczywistych. Dzięki takiemu uproszczeniu zmierzone projekcje są transformatami Radona funkcji rozkładu aktywności:
{\displaystyle p(\Phi ,s)=\int _{-\infty }^{\infty }{f(x,y)dl}=\int _{-\infty }^{\infty }{f(l\cos \Phi ,l\sin \Phi )dl}.}
Natomiast transformacja odwrotna dana jest wzorem:
{\displaystyle f(x,y)=\int _{0}^{2\pi }{F_{1}^{-1}[|v|P(v,\Phi )]d\Phi }.}
Największą wadą tej metody są wcześniej wspomniane problemy z wykrywaniem i eliminacją szumów obrazu. Wymagany jest przez to absolutny brak ruchu u pacjenta, a wszelkie niedokładności sprzętu przyczyniają się do mniej dokładnego wyniku badania. W związku z tym oraz rozwojem innych algorytmów metoda ta jest coraz rzadziej stosowana.

### Metody iteracyjne[3][10]
Algorytmy z grupy metod iteracyjnych są bardziej uniwersalne i zdecydowanie lepiej sobie radzą z wykrywaniem i eliminacją artefaktów. Wadą ich jest niska efektywność czasowa – są zdecydowanie wolniejsze od algorytmów analitycznych. Obecnie pracuje się nad wydajnymi algorytmami iteracyjnymi, a dzięki coraz większym możliwościom obliczeniowym współczesnych komputerów stają się one coraz częściej stosowane i są przyszłością badań SPECT.
Wyprowadza się je z dyskretnego ujęcia obrazowania odzwierciedlającego rzeczywisty proces pomiaru. Projekcje {\displaystyle p} opisywane są jako liniowa transformacja rozkładu aktywności {\displaystyle f{:}}
{\displaystyle p=Hf,}
gdzie:
- {\displaystyle H} jest macierzą systemu opisującą wszystkie aspekty procesu pomiaru,
- {\displaystyle f} jest rozkładem aktywności,
- {\displaystyle p} jest próbą statystyczną.

Każdy element macierzy {\displaystyle h_{ij}} to prawdopodobieństwo, że foton wyemitowany z {\displaystyle j}-tego elementu rozkładu aktywności zostanie wychwycony w {\displaystyle i}-tym elemencie projekcji. Algorytm musi znaleźć najlepszy estymator rozkładu {\displaystyle f} na podstawie posiadanej próby losowej {\displaystyle p} i znajomości macierzy systemu {\displaystyle H.}
Jednym z algorytmów, dzięki którym można uzyskać rozwiązanie tego problemu, jest algorytm maksymalnej wiarygodności (MLEM, ang. maximum likelihood expectation maximisation). Estymator rozkładu aktywności dla tego algorytmu dany jest wzorem:

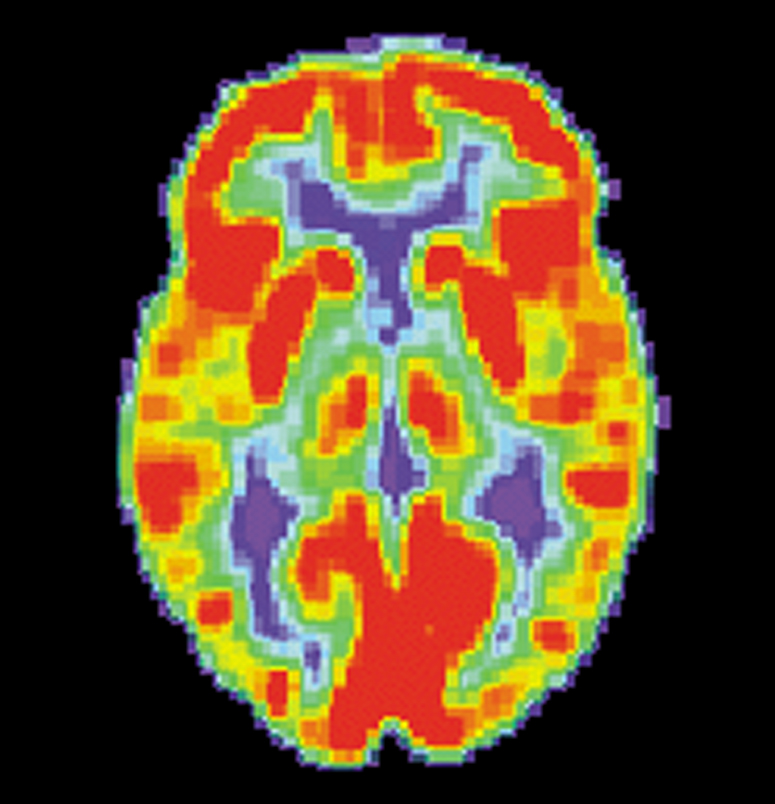
Obraz mózgu wykonany metodą PET

{\displaystyle f_{k}^{n+1}={\frac {f_{k}^{n}}{\sum _{i=1}^{p}h_{ik}}}\sum _{i-1}^{p}{h_{ik}{\frac {g_{i}}{\sum _{j=1}^{N}{h_{ij}f_{j}}}}}.}

## Porównanie badań SPECT i PET[11]
Mimo że zarówno SPECT, jak i pozytonowa tomografia emisyjna wykorzystują radioaktywny izotop i rejestrację promieniowania gamma istnieją między nimi jednak różnice. Kluczową są używane znaczniki w obu tych badaniach. SPECT stosuje izotopy, które wytwarzają promieniowanie gamma, które jest odczytywane bezpośrednio. Natomiast w metodzie PET używa się izotopów emitujących pozytony, które przebywają drogę kilku milimetrów i zderzają się z elektronami znajdującymi się w tkance ciała. Powoduje to emisję dwóch cząstek gamma w przeciwnych kierunkach. Później takie promieniowanie jest wykrywane przez detektory i można ustalić bardzo dokładnie miejsce anihilacji pary pozyton-elektron. Dzięki temu PET jest metodą dokładniejszą, pozwalającą na tworzenie zdjęć o większej rozdzielczości. Nie pozwala jednak na badanie perfuzji i metabolizmu danego obszaru.
Między oboma typami badań występuje również duża różnica cenowa. Wykonanie badania PET kosztuje około 3.800 dolarów, podczas gdy koszt wykonania SPECT wynosi około 1.100 dolarów. Również pod względem cen urządzeń zachodzi wielka różnica. Kamery potrzebne do przeprowadzania badań PET kosztują od 1,5 do 3 milionów dolarów, natomiast potrzebne w przeprowadzaniu SPECT można zakupić za od 100 do 300 tysięcy dolarów. Głównym powodem tak dużej różnicy w cenie badań jest to, że PET wykorzystuje droższe izotopy, które mają krótszy czas połowicznego rozpadu niż te potrzebne do przeprowadzenia badań metodą SPECT.

## Porównanie badań SPECT i tomografii komputerowej
Tomografia komputerowa, tak jak i SPECT, pozwala na uzyskanie obrazów przedstawiających przekroje badanego obiektu. Można nią otrzymać obraz dwuwymiarowy, jak również i trójwymiarowy w wyniku złożenia projekcji badanego obszaru wykonanych z różnych kierunków. W przeciwieństwie do metody SPECT, w tomografii komputerowej nie podaje się pacjentowi radioizotopu. Zamiast tego tomograf posiada źródło promieniowania, które porusza się dookoła pacjenta i wykonuje szereg prześwietleń wiązką promieniowania. Wiązka ta pada następnie na detektor (również poruszający się dookoła pacjenta), który przesyła dane o pochłanianiu promieniowania przez poszczególne tkanki. Dalej dane te są analizowane przez algorytmy komputerowe, co umożliwia uzyskanie czytelnych obrazów. Obrazy są czarno-białe i przedstawiają strukturę tkanek. W przeciwieństwie do SPECT nie da się uzyskać informacji o aktywności biologicznej badanych obszarów.
Często oba badania wykonuje się razem, ponieważ umożliwia to połączenie ich zalet. Uzyskuje się wtedy czytelny obraz przedstawiający wygląd badanego organu, jak również obraz przedstawiający jego aktywność metaboliczną.